# Ulf Andersson
Ulf Andersson (Västerås, 27 juni 1951) is een Zweedse schaker. In 1972 werd hij grootmeester FIDE. Hij heeft drie keer het grote schaaktoernooi in Hastings gewonnen, namelijk in 1978, 1979 en 1980, en een keer het Hoogovenstoernooi, in 1983. In een toernooi in Reggio Emilia in 1986 eindigde hij gelijk met Anatoli Karpov. Ulf is een gedegen schaker, neemt weinig risico en speelt vaak remise. Hij hoorde bij de wereldtop. Op 1 oktober 2005 speelde hij mee in het toernooi om hetopen NK Rapidschaak dat in Vlaardingen verspeeld werd. Hij eindigde met 5 uit 9 op de 17e plaats.
Hij heeft een variant in het Koningsindisch op zijn naam staan, de Andersson variant: 1.d4 Pf6 2.c4 g6 3.Pc3 Lg7 4.e4 d6 5.Pf3 0-0 6.Le2 e5 7.de